# Stilgar
Stilgar è un personaggio dei primi tre romanzi del Ciclo di Dune di Frank Herbert (Dune, Messia di Dune e I figli di Dune). In Dune Stilgar è un capo Fremen, nativo del pianeta Arrakis. Nel film del 1984 Dune è stato interpretato da Everett McGill, nella miniserie televisiva Dune - Il destino dell'universo da Uwe Ochsenknecht, nella versione del 2021 da Javier Bardem.

## Biografia del personaggio

### Il preludio a Dune
Ne Il preludio a Dune (un prequel al ciclo originale scritto da Brian Herbert e Kevin J. Anderson sulla base del materiale lasciato dallo scrittore Frank Herbert) vengono descritti i dettagli dell'infanzia del personaggio.
Fin da piccolo Stilgar apprende le severe regole di sopravvivenza del suo popolo per poter sopravvivere al terribile ambiente desertico del suo mondo natio, come camminare a grandi distanze nel deserto, cavalcare i vermi giganti e l'arte del combattimento, al fine di difendersi dai soldati di Casa Harkonnen, che governano il pianeta per conto dell'Imperatore Padishà dell'Universo Conosciuto.
Il giovane Fremen viene un giorno salvato da Pardot Kynes insieme ad altri ragazzi da un gruppo di aggressori Harkonnen. A seguito di questo incontro, il dottor Kynes viene accettato come Umma, cioè profeta, e Stilgar ne diviene fratello di sangue, secondo un antico rituale fremen.
Devoto alle tradizioni e grande timorato di Dio, dopo aver affrontato le antichissime tradizioni del suo popolo diviene Naib, cioè capo della propria tribù. Negli anni diviene uno dei capifremen più carismatici, e attua azioni di guerriglia contro il presidio degli Harkonnen, corrompe gli agenti della Gilda spaziale per evitarne i satelliti su Arrakis e uccide perfino numerosi Sardaukar dell'Imperatore Shaddam IV.
Nel 10191 accetta di incontrare il nuovo governatore feudale di Arrakis, il duca Leto Atreides, del quale accetta l'amicizia negoziata tramite il suo capitano, Duncan Idaho.

### Ciclo di Dune
Quando gli Harkonnen e i Sardaukar attaccano Arrakis con il consenso di Shaddam IV, il giovane Paul Atreides con la madre lady Jessica si rifugia presso la tribù di Stilgar per sfuggire alla morte. Stilgar è il Naib (capo) e li accetta nella propria tribù, insegnando a Paul tutti i segreti per sopravvivere al deserto e divenendo suo amico, mentre il giovane duca diviene il nuovo condottiero nella lotta contro l'Impero e gli Harkonnen, riunendo tutte le tribù Fremen sotto il suo unico comando, rivelandosi come il messia delle profezie della Missionaria Protectiva inviata secoli prima dalle Bene Gesserit, nonché il loro Kwisatz Haderach.
Quando Paul Muad'Dib diviene Imperatore dell'universo costringendo Shaddam IV al ritiro su Salusa Secundus, Stilgar diviene comandante supremo delle legioni dei Fremen, e in nome del suo signore porta su tutti i pianeti imperiali la Guerra Santa, il Jihād, con la quale semina morte e distruzione, imponendo il culto dell'Imperatore e del Dio che regna su Arrakis.
Anni dopo la morte di Paul Atreides, Stilgar è il protettore dei suoi figli gemelli, Ghanima e Leto.